# Claus Flensborg
Claus Flensborg (Randers, 2 de octubre de 1976) fue un jugador de balonmano danés que jugó de lateral derecho. Fue un componente de la Selección de balonmano de Dinamarca.
Con la selección logró la medalla de bronce en el Campeonato Europeo de Balonmano Masculino de 2002.

## Palmarés

### KIF Kolding
- Liga danesa de balonmano (4): 2001, 2002, 2003, 2005
- Copa de Dinamarca de balonmano (2): 2002, 2005

### GOG
- Liga danesa de balonmano (1): 2007

## Clubes
- Randers HK
- Zúrich HB ( -1997)
- Bjerringbro-Silkeborg (1997-1999)
- KIF Kolding (1999-2005)
- GOG Gudme (2005-2007)